# La scala di servizio
La scala di servizio (Hintertreppe) è un film tedesco del 1921, diretto da Leopold Jessner e Paul Leni.

## Trama
Una ragazza, cameriera d'albergo, si incontra quotidianamente con il proprio fidanzato, dopo il lavoro, proprio davanti alla finestrella dello scantinato dove abita il postino, che li guarda con invidia. Una sera tuttavia il fidanzato non si presenta, e così per le sere successive. Ogni giorno ella chiede insistentemente al postino se per caso non ci fosse posta per lei, ma la risposta è negativa. Un giorno però la ragazza riceve una lettera del fidanzato, nella quale egli si scusa per essersi dovuto assentare senza preavviso, e le rinnova l'espressione del proprio amore.
La ragazza, sollevata ed euforica, si reca nell'abitazione del postino e gli offre da bere, ma qui scopre che la lettera era un falso, essendo stata scritta dal postino stesso.
Poiché l'assenza del fidanzato perdura la ragazza gradualmente inizia una relazione con il postino. Durante una cenetta romantica con quest'ultimo il fidanzato ricompare. Nelle concitate spiegazioni che seguono il fidanzato, che pare affranto, mostra alla ragazza una lettera che egli ha ricevuto, che si presume contenere un rifiuto del fidanzato da parte di lei, lettera probabilmente anch'essa scritta dal postino.
Nella situazione imbarazzante la ragazza lascia soli i due uomini nella casa del postino. La porta viene chiusa dall'interno e si odono rumori di colluttazione. Accorrono i vicini e, una volta aperta la porta, si scopre che il postino ha ucciso il fidanzato.
Dato lo scandalo che ha procurato la ragazza viene immediatamente licenziata. Essa allora sale lentamente l'intera scala di servizio, si porta sul tetto dell'edificio, dal quale si lascia cadere al suolo.